# Очерки по истории геологических знаний
Очерки по истории геологических знаний (англ. Essays on the history of geological knowledge (Contributions to the history of geological sciences); Key-title: Očerki po istorii geologičeskih znanij) — советское и российское серийное академическое научное издание на русском языке по истории геологии.
Серия основана в Институте геологических наук АН СССР, издаётся с 1953 года, первый ответственный редактор — В. В. Тихомиров (1953—1991).
Научное серийное издание: ISSN 0132-7496 (до 2015 года ISSN: 0472-4704)

## История
В 1921 году академик А. П. Павлов опубликовал книгу «Очерк истории геологических знаний», заголовок которой дал название книжной серии.
При поддержке В. А. Обручева (по примеру «История геологического исследования Сибири») продолжилось дело В. И. Вернадского, по инициативе которого с 1927 года издавалась серия «Очерки по истории знаний».
С 1953 года началась публикация серии под редакцией В. В. Тихомирова. Первыми авторами были: В. А. Обручев, Б. М. Кедров, Ю. А., Д. И. Щербаков, В. И. Смирнов, Д. В. Наливкин и многие другие.
В 1953 году в предисловии к первому выпуску сборника было указано, что уровень знаний в области науки и техники пока ещё далеко недостаточен, особенно неудовлетворительно положение с историей геологии. Непосредственная связь Кабинета истории геологии ИГН АН СССР с большим числом научных работников позволила собрать довольно много статей по истории геологии, которые будут публиковаться в сборниках.

Все статьи здесь также до некоторой степени связаны общей целью — показать отдельные моменты из истории отечественной геологии и установить приоритет русских ученых в ряде важнейших научных открытий. (1953).
Отдельные монографии серии посвящены учёным, институтам, научным школам, другим темам по истории геологии и горного дела.
В 2022 году (к 90-летию ГИН РАН) была опубликована стенограмма Ноябрьской сессии ИГН АН СССР (1948).

## Издания
Очерки по истории геологических знаний (Издательство АН СССР, ВСЕГЕИ, Наука (издательство), Издательство ГЕОС. Выпуски:
1. 1953 — Сборник статей. 221 с.
2. 1953 — Сборник статей. 260 с.
3. 1955 — Сборник статей. 216 с.
4. 1955 — Сборник статей. 243 с.
5. 1956 — Сборник статей. 318 с.
6. 1958 — Сборник статей. 239 с.
7. 1958 — Сборник статей. 228 с.
8. 1959 — Сборник статей. 240 с.
9. 1961 — Сборник статей. 183 с.
10. 1962 — Сборник статей. 135 с.
11. 1963 — Жизнь и творчество Владимира Ивановича Вернадского по воспоминаниям современников (К 100-летию со дня рождения). 153 с.
12. 1963 — К 100-летию со дня рождения Владимира Афанасьевича Обручева. 215 с.
13. 1971 — Ученые Геологического комитета. 149 с.
14. 1965 — Воспоминания учеников и современников о Н. И. Андрусове. 132 с.
15. 1972 — Геологи высших учебных заведений Южной России. 184 с.
16. 1973 — Жизнь и творчество академиков А. Д. Архангельского и Н. С. Шатского. 177 с.
17. 1974 — Геологи Ленинградского Горного института. 196 с.
18. 1976 — Хомизури Г. П. Развитие понятия «геосинклиналь»: (диссертация). 236 с.
19. 1978 — Выдающиеся отечественные геологи. 229 с.
20. 1979 — Тихомиров В. В. Геология в Академии наук: от Ломоносова до Карпинского. 295 с.
21. 1982 — История геологической картографии. (Доклады советских геологов на 10 симпозиуме INHIGEO). 279 с.
22. 1985 — Страницы истории московской геологической школы. 183 с.
23. 1984 — Научное наследие М. А. Усова и его развитие. 222 с.
24. 1987 — Геккер Р. Ф. На силурийском плато. 151 с.
25. 1989 — Старейшие минералогические музеи СССР. 239 с.
26. 1989 — Малахова И. Г. Тектоническая корреляция: история идей: (диссертация). 111 с.
27. 1991 — Геологи Академии наук СССР в годы Великой Отечественной войны на трудовом фронте. 191 с.
28. 1990 — Фронт и тыл: геологи АН СССР в годы Великой Отечественной войны. 216 с.
29. 1994 — Научное наследие И. М. Сухова. Гравитация и геологические процессы. 153 с.
30. 1995 — Романовский С. И. Великие геологические открытия. (первое издание). ВСЕГЕИ. 216 с.
31. 2002 — Хомизури Г. П. Геотектоническая мысль в античности: (диссертация). 213 с.
32. 2006 — Бессуднова З. А. Геологические исследования в Музее естественной истории Московского университета, 1759—1930: (диссертация). 246 с.
33. 2022 — О состоянии и задачах научной работы Института геологических наук АН СССР: (Стенограмма Сессии расширенного Учёного совета ИГН АН СССР, Москва, 1948). 512 с.
34. 2024 — История Геологического института РАН в документах и воспоминаниях. ГЕОС. 240 c.
35. 2025 — Трифонов В. Г. Феномен геолога. ГЕОС. 220 c.
36. 2025 — Холодов В. Н. Литологический спор Н. М. Страхова и Л. В. Пустовалова: к истории литологии в Геологическом институте РАН. М.: ИМГРЭ. 73 c.